# Битва на Саммит-Спрингс
Би́тва на Са́ммит-Спри́нгс — сражение между шайеннской общиной Воинов-Псов (Солдат-Собак) и Пятым кавалерийским полком армии США, произошедшее 11 июля 1869 года вблизи реки Саут-Платт, Колорадо.

## Предыстория и битва
Воины-Псы были первоначально военным обществом шайеннов, но впоследствии они сформировали отдельное подразделение племени, позже к ним присоединилась значительная часть южных шайеннов, а также воины из племён лакота и арапахо. Воины-Псы долгие годы наводили ужас на белое население между реками Платт и Арканзас.
В начале лета 1869 года началась карательная экспедиция против шайеннов, лакота и арапахо. Генерал Юджин Карр с Пятым кавалерийским полком армии США и отрядом скаутов-пауни вышел из форта Макферсон, штат Небраска, и двинулся к верховьям реки Репабликан. Воины-Псы узнали о продвижении солдат и ночью атаковали их, однако благодаря скаутам пауни, вовремя заметивших их, атака оказалась безуспешной.
Отряды Воинов-Псов почти каждый день вступали в сражения с солдатами и пауни.
После ряда боёв, Воины-Псы решили идти на север и присоединяться к северным шайеннам Маленького Волка и лакота Красного Облака. Они оторвались от Карра, но когда достигли Саут-Платт, река была настолько высока, что они были вынуждены разбить лагерь и ждать, пока не спадёт вода. Высокий Бизон, вождь Воинов-Псов, послал разведчиков на юг, в направлении, где шайенны имели последнюю стычку с солдатами, с востока он не ожидал нападения. В полдень 11 июля 1869 г. скауты пауни обнаружили их и солдаты атаковали селение. Нападение было неожиданным и в лагере шайеннов началась паника. Многие шайенны, включая Высокого Бизона, последовали к узкому, крутому ущелью и оказали отчаянное сопротивление. Спрятав жену и ребёнка, Высокий Бизон вернулся на равнину, спешился и заколол своего коня. Он решил дать последний бой и принять смерть, как подобает Воину-Псу.

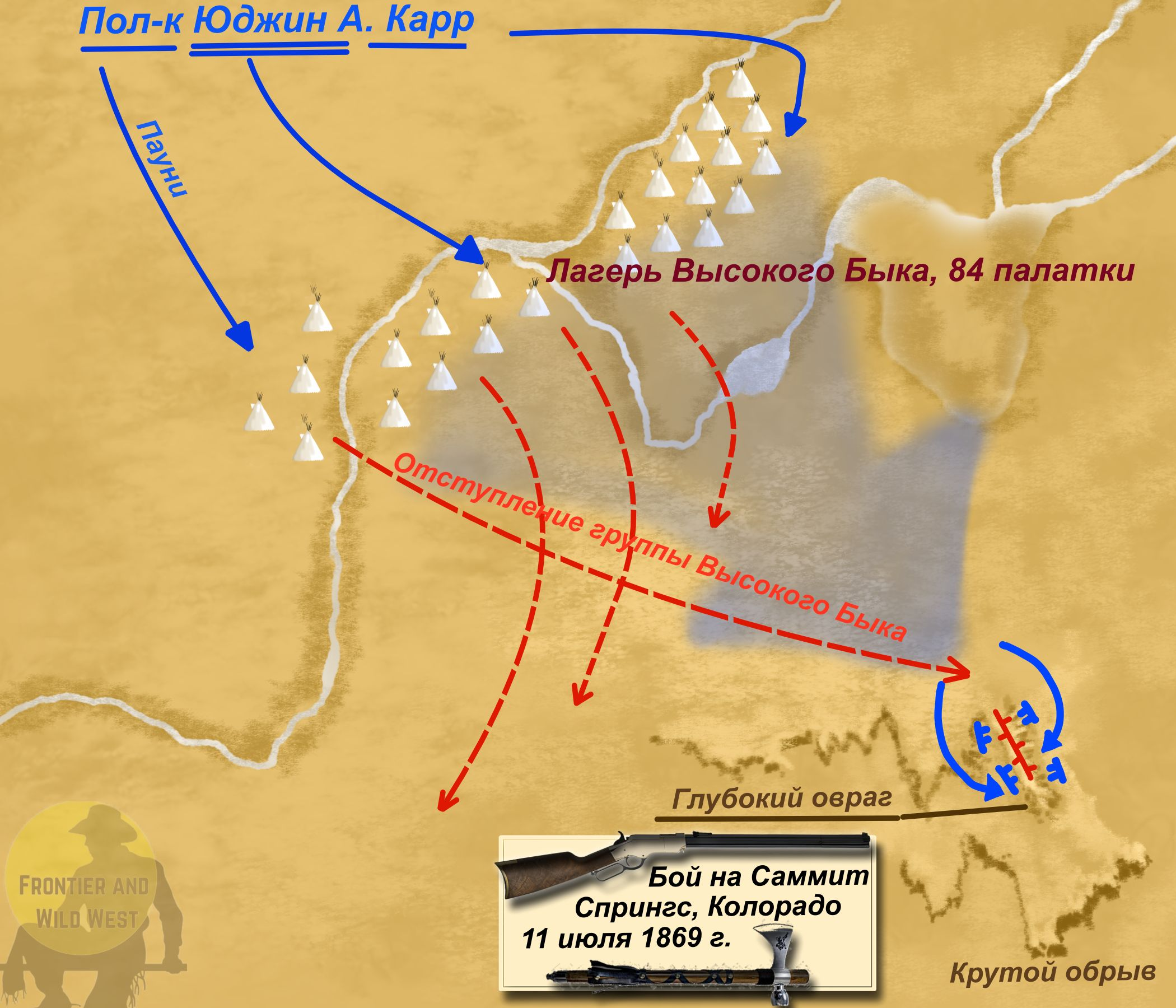
Карта битвы на Саммит-Спрингс

Всего в сражении погибло около 52 воинов, многих женщин и детей убили пауни.
Оставшиеся в живых шайенны пересекли реку Саут-Платт и продвигались без остановок, пока не достигли селения лакота не реке Уайт.

## Итог
После разгрома лагеря Высокого Бизона часть Воинов-Псов ушла к северным шайеннам, другая часть к своим родичам на юге. Сила знаменитого общества шайеннов была сломлена.